# Семьоновський (Тогучинський район)
Семьоновський (рос. Семёновский) — селище у Тогучинському районі Новосибірської області Російської Федерації.
Входить до складу муніципального утворення Усть-Каменська сільрада. Населення становить 54 особи (2010).

## Історія
Згідно із законом від 2 червня 2004 року органом місцевого самоврядування є Усть-Каменська сільрада.

## Населення
| 2002 | 2007 | 2010 |
| ---- | ---- | ---- |
| 55   | ↗69  | ↘54  |